# Guldkingklip
Guldkingklip (Genypterus blacodes) är en fisk i familjen ormfiskar som återfinns i södra Australien, Chile, Brasilien, Sydafrika och omkring Nya Zeeland förutom den östra kusten av Northland. Den lever på djup från några meter till omkring 1000 meters djup. En guldkingklip kan bli upp till 30 år gammal och växa till en längd mellan 80 och 200 centimeter.
Guldkingklip är en robust ål-liknande fisk med ett trubbigt avsmalnande nosparti och stora ogenomskinliga ögon. Deras tänder är vassa och koniska, i käkarna och på taket i munnen.
Den fångas kommersiellt på djupt vatten, köttet är fast och välsmakande.